# Winnertzia tamariciphila
Winnertzia tamariciphila är en tvåvingeart som beskrevs av Boris Mamaev 1963. Winnertzia tamariciphila ingår i släktet Winnertzia och familjen gallmyggor.
Artens utbredningsområde är Uzbekistan. Inga underarter finns listade i Catalogue of Life.